# GCM-30
I cannoni antiaereo di artiglieria navale della serie GCM sono stati realizzati dalla Oerlikon-Buhrle con lo scopo di difendere meglio le unità navali da minacce aeree generiche, come anche da bersagli navali ostili su distanze brevi e medie.

## Caratteristiche tecniche
I cannoni contraerei sono stati nel dopoguerra sensibilmente sottovalutati per loro efficacia complessiva nel difendere le navi che li imbarcano. In effetti, i missili antiaerei sono diventati il principale motivo di interesse e la primaria capacità di difesa delle navi è passata in sostanza ad essi, mettendo in condizioni di netta trascuratezza la componente artiglieresca, quasi come contrappasso rispetto alle navi tutte cannoni dell'era precedente.
Il problema di fondo è che i missili dell'epoca post-bellica erano armi piuttosto rudimentali, con una serie di inconvenienti incredibili e che ne vanificavano la loro validità operativa. Uno di questi erano le prestazioni che inizialmente erano di poco superiori a quelle dei migliori cannoni. Anche quando vi furono miglioramenti radicali in termini di gittata, l'affidabilità restava scarsa, la gittata minima non trascurabile, capacità di ingaggiare i bersagli aerei a bassa quota quasi inesistente e comunque solo a breve distanza.  I costi erano elevati, i tempi di reazione troppo alti per la velocità degli attacchi aerei a bassa quota. Non vi erano modi pratici di resistere ad un attacco di missili o anche aerei a pelo d'acqua.
Inoltre il peso e l'ingombro dei sistemi di difesa aerea erano tali che per esempio, gli incrociatori Leahy, con oltre 6000 tonnellate non avevano che 2 impianti di artiglieria leggera laterali, e nemmeno un hangar per un elicottero.
Le cose cominciarono a cambiare dopo l'affondamento del cacciatorpediniere INS Eilat nell'ottobre 1967, quando si cercò di migliorare i missili antiaerei, ma per il breve termine, vennero ideati i CIWS, sistemi di artiglieria automatici con radar e calcolatore abbinati a cannoni ad altissima cadenza di tiro. Il primo era il Phalanx, come anche i sovietici ADG-630. Ma la Guerra delle Falkland dimostrò ampiamente, nel 1982, che i missili antiaerei di seconda generazione non erano ancora del tutto sufficienti e affidabili, nel mentre i cannoni presenti sulle navi erano spesso privi di radar di controllo tiro (pensati per attacchi contro bersagli di superficie piuttosto che aerei), e le vecchie mitragliere da 20 mm ad azionamento manuale avevano una presenza poco più che simbolica, non essendo né potenti né numerose quanto avrebbero dovuto essere per infastidire gli aerei a reazione, le cui prestazioni elevate hanno messo in crisi i sistemi antiaerei che a suo tempo avevano ‘imbrigliato’ gli apparecchi ad elica del periodo bellico.
I sistemi come il GCM sono stati pensati per mettere una soluzione pratica al problema di aumentare le difese aeree delle navi secondarie o comunque non abbastanza potentemente armate, senza ricorrere a sistemi troppo complessi. Infatti i sistemi CIWS come minimo pesavano 6 tonnellate, e 2 di essi potevano causare problemi di stabilità alle navi che li portavano. Inoltre, anche i cacciabombardieri di tipo normale sono stati individuati come minacce gravi, per cui non vi è assolutamente bisogno di un'arma di piccolo calibro, con raggio ridotto, che abbia come compito quello di abbattere un missile prima che impatti sulla nave: per un cacciabombardiere non è strettamente necessario impattare su una nave per colpirla, ma basta posizionarsi e sganciare le bombe in traiettorie.
Per riempire quella zona grigia che passa tra i cannoni da 20mm a puntamento manuale, che pesano al massimo 200-500 kg, e i CIWS da 20 o più mm che pesano 6 tonnellate. E oltre, molti sistemi di complessità intermedia sono stati ideati, e la Oerlikon, con la sua tradizione di armi automatiche antiaeree non è rimasta senza proporre una serie di sistemi basati sulle sue tecnologie, come anche di soci esterni.
Il sistema binato da 30 mm. GCM-A è stato sviluppato come uno dei sistemi più pesanti e potenti che potessero essere installati sulle navi senza pregiudicarne le caratteristiche di stabilità o di spazio libero.
Esso si basa su una torretta, con o senza operatore a bordo, con una buona dotazione di munizioni e 2 cannoni a puntamento ottico. Un sistema di stabilizzazione giroscopica permette di mirare e puntare con precisione grazie alla stabilità assicurata anche se solo su 2 assi. La riserva di munizioni è di 500 colpi, sufficienti per un'attività di fuoco vertente su diverse raffiche. La cadenza di tiro non è particolarmente elevata, come non lo è l'alzo, essendo limitato a 75 gradi, ma ha circa 10 gradi di depressione che ne permette anche l'impiego come arma antinave per compiti di polizia e sorveglianza navale.
I vari tipi sviluppati sono il AO3-1 con operatore in torretta con cabina coperta, possibilità di essere telecomandato a distanza dalla stazione di tiro della nave. AO3-2 con cabina aperta ma peso minore, AO3-3 totalmente senza operatore in quanto si tratta di un'installazione per il solo telecomando da parte della centrale di tiro della nave. L'armamento ha la potente mitragliera KCB come base, che tira ad oltre 1000 ms un proiettile da 360 g a 650 colpi al secondo.
La versione prescelta dalla Royal Navy è il modello -2, con abitacolo aperto, ma la possibilità di risparmiare peso della versione ha permesso di sistemarla sui cacciatorpediniere Type 42, che in seguito hanno imbarcato anche i Phalanx, in qualche modo. La massa delle armi ha imposto di togliere alcune scialuppe per non disequilibrare la nave.
Le installazioni scelte dagli inglesi sono state un grosso potenziamento per la difesa ravvicinata delle navi ad un peso e costo contenuti. Anziché 2 cannoni da 20 mm, in seguito ve ne sono stati installati 4, oltre ai 2 impianti binati da 30 mm. È sintomatico che navi armate di missili da 50 km di raggio hanno dovuto aggiornarsi con cannoni da 3 km di raggio operativo massimo.
Il sistema AOE-2 caratterizzato dalla possibilità di essere telecomandato e fornito di 500 proiettili pronti al tiro e di apparati ottici computerizzati di puntamento, sarebbe stato un notevole problema per i cacciabombardieri argentini, molto più efficace di qualunque installazione inglese tranne che forse i pezzi da 40/70 mm singoli delle Type 22. Inoltre, esso ha batterie per funzionare in assenza di alimentazione della nave con 15 minuti di operatività autonoma in termini di batterie. I sistemi di struttura sono l'operatore, il congegno di puntamento elevabile davanti per seguire bersagli anche ad alto angolo, e una coppia di cannoni con i relativi magazzini munizioni che hanno da soli un peso di circa 400 o più chilogrammi.